# Louis Gerverot
Louis Victor Gerverot (* 8. Dezember 1747 in Lunéville, Frankreich; † 6. Januar 1829 in Bevern, Landkreis Holzminden) war ein französischer Unternehmer und Porzellanmaler. Von 1797 bis 1814 leitete er die Porzellanmanufaktur Fürstenberg im Fürstentum Braunschweig-Wolfenbüttel.

## Leben und Wirken
Der Sohn eines Musikers am Hof von Stanislaus I. Leszczyński, Herzog von Lothringen, polnischer Exilkönigs und Schwiegervater des französischen Königs Ludwig XV., erlernte in Lunéville das Porzellanhandwerk und arbeitete bis 1795 in verschiedenen französischen, deutschen, holländischen und englischen Porzellanmanufakturen, unter anderem in der königlichen Porzellanmanufaktur Sèvres, und in den Jahren 1766/67 kurzzeitig als Vogelmaler in der herzoglichen Porzellanmanufaktur Fürstenberg.
Im Jahr 1797 wurde ihm die Leitung der Porzellanmanufaktur Fürstenberg übertragen, die sich zu dieser Zeit in einer kreativen und wirtschaftlichen Krise befand. Gerverot gelang es, der Manufaktur Anfang des 19. Jahrhunderts zu einem neuen Aufschwung zu verhelfen. Angesichts der wachsenden Konkurrenz französischer Porzellanerzeugnisse auf der Braunschweiger Messe veranlasste Gerverot Verbesserungen der betrieblichen Abläufe und bemühte sich um die Ansiedlung versierter französische Keramiker in Fürstenberg. Außerdem steigerte er die Qualität der Fürstenberger Porzellanprodukte, experimentierte mit verschiedenen farbigen Fonds und führte den Empirestil in Fürstenberg ein. Die von Gerverot eingeführten Geschirr- und Vasenmodelle blieben bis in die 1840er Jahre erfolgreich.
Zu den wichtigsten Abnehmern des Fürstenberger Porzellans gehörte der Hof von Jérôme Bonaparte, König von Westphalen und Bruder des französischen Kaisers Napoleon Bonaparte. Seit 1808 war es Gerverot gelungen, den Intendanten der "Maison du Roi", des königlichen Haushalts, Jean-Georges Constantin Laflèche (1773–1835), sowie ab 1811 dessen Nachfolger Moulard, für die Erzeugnisse der einzigen Porzellanmanufaktur im Königreich Westphalen zu interessieren. Fürstenberg wurde als Eigentum der westphälischen Krone 1808 in den Rang einer „Manufacture Royale“ erhoben und fertigte bis 1813 für den Hof von König Jérômes neben aufwändigerem Zierporzellan, insbesondere Tassen, Büsten und Vasen im französischen Empirestil für Mitglieder des königlichen Hofstaates und Minister, vor allem Porzellan für den täglichen Gebrauch, aber auch großformatige Übertöpfe für Orangenbäume an.
Wegen seiner guten Beziehungen zum westphälischen Hof wurde Gerverot 1814 von der Braunschweiger Regierung als Kollaborateur der französisch-westphälischen Herrschaft beschuldigt, welche im Oktober 1813 nach der Völkerschlacht endete. Die Leitung der Porzellanmanufaktur wurde ihm entzogen. Zwischen 1815 und 1825 war er Direktor der Fayence-Manufaktur Wrisbergholzen. In Anerkennung seiner Verdienste bewilligte ihm die Braunschweiger Regierung im Jahr 1820 eine Pension und ein Wohnrecht im Schloss Bevern. Gerverot starb 1829.
Im Jahr 2008 würdigte eine Ausstellung im Museum Schloss Wilhelmshöhe in Kassel die engen Verbindungen zwischen Gerverot und seiner Fürstenberger Porzellanmanufaktur mit König Jérôme und dem westphälischen Hof. Gerverots Fürstenberger Porzellan wurde "als Teil der Tischkultur und Raumkunst der Zeit" charakterisiert.
Im Herbst 2017 widmete das Herzog Anton Ulrich-Museum eine Ausstellung mit umfangreichen Leihgaben insbesondere der Fondation Napoléon und privater Leihgeber erstmals dem künstlerisch-stilistischen Einfluss der seit 1804 kaiserlichen Porzellanmanufaktur Sèvres sowie der zahlreichen Pariser Porzellanmanufakturen wie Dagoty, Dihl et Guérard, Nast u. v. a. auf die Einführung neuer Formen und Dekore im Stil des Empire in Fürstenberg unter der Leitung von Gerverot.

## Galerie

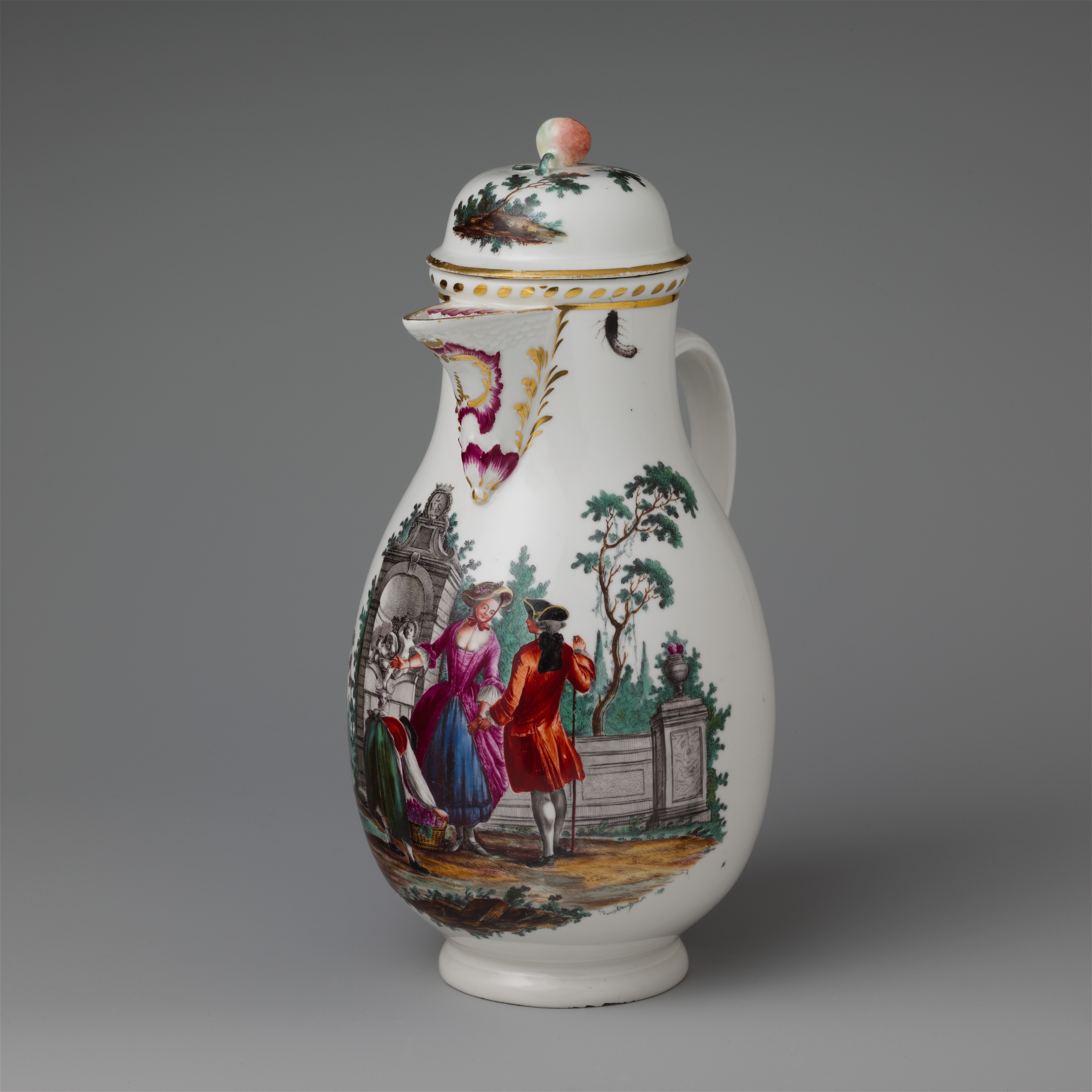
Kaffeekanne, Höchster Porzellanmanufaktur
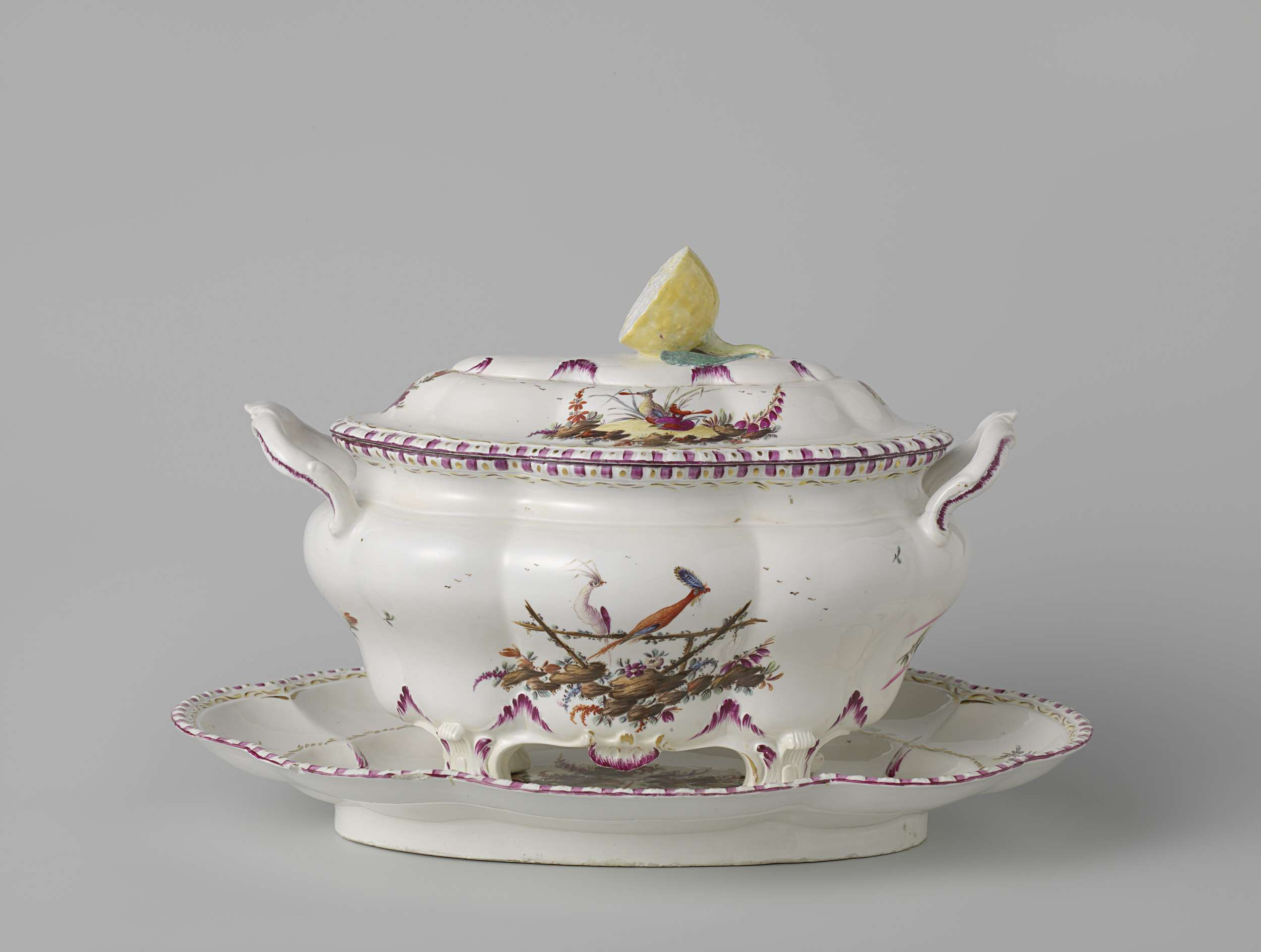
Terrine, Weesper porseleinfabriek
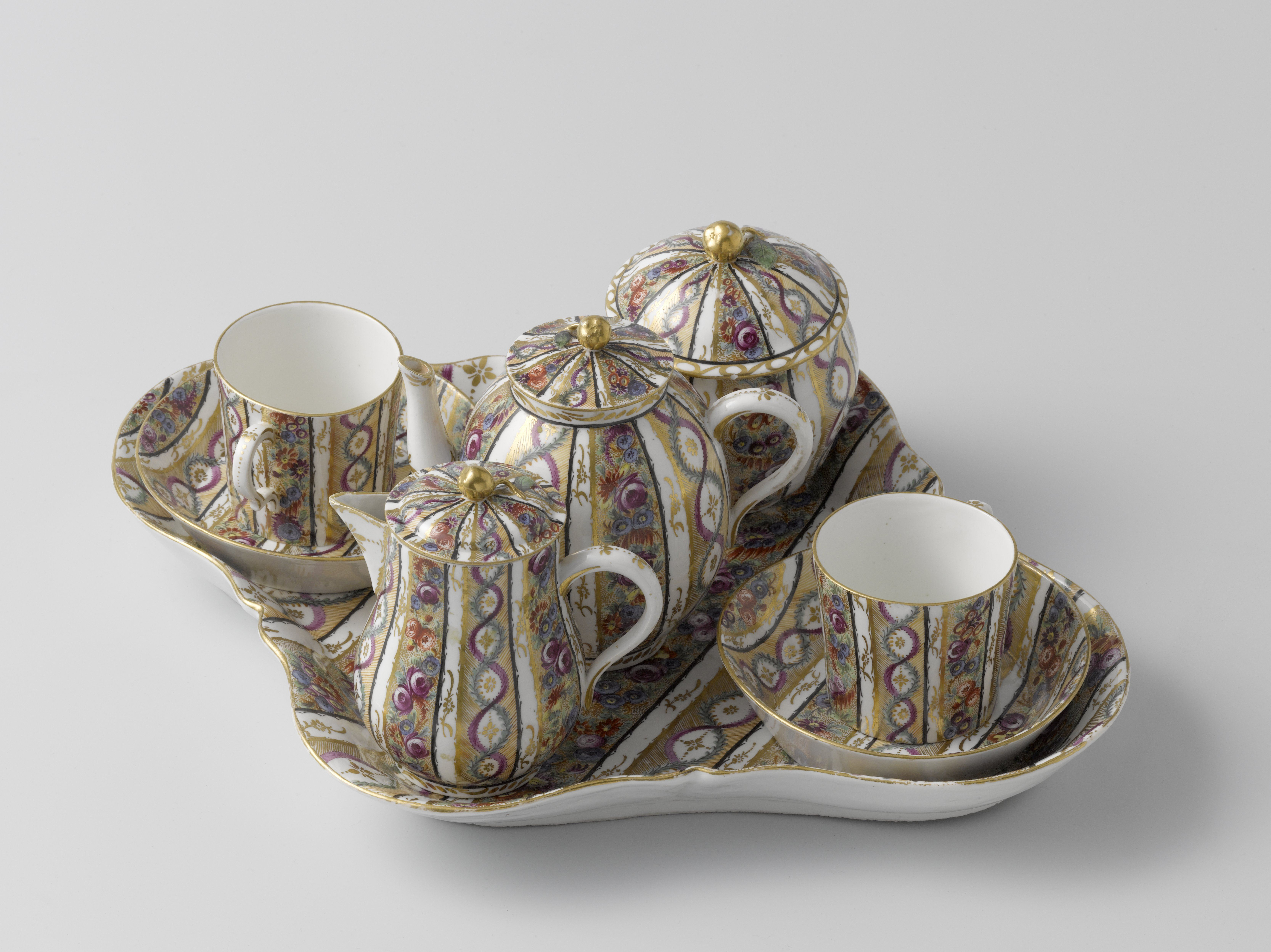
Teeservice, Höchst
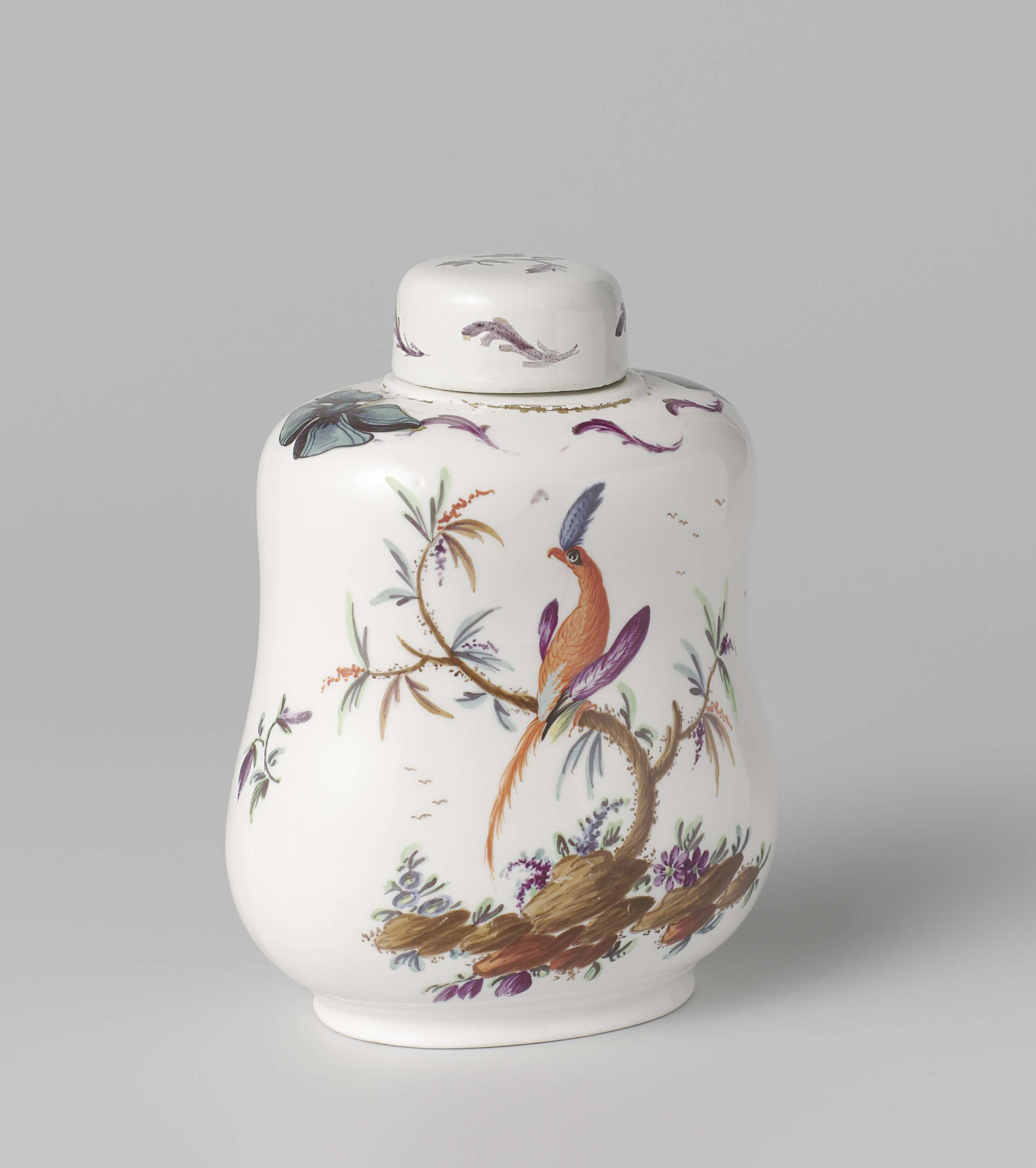
Teedose, Weesp
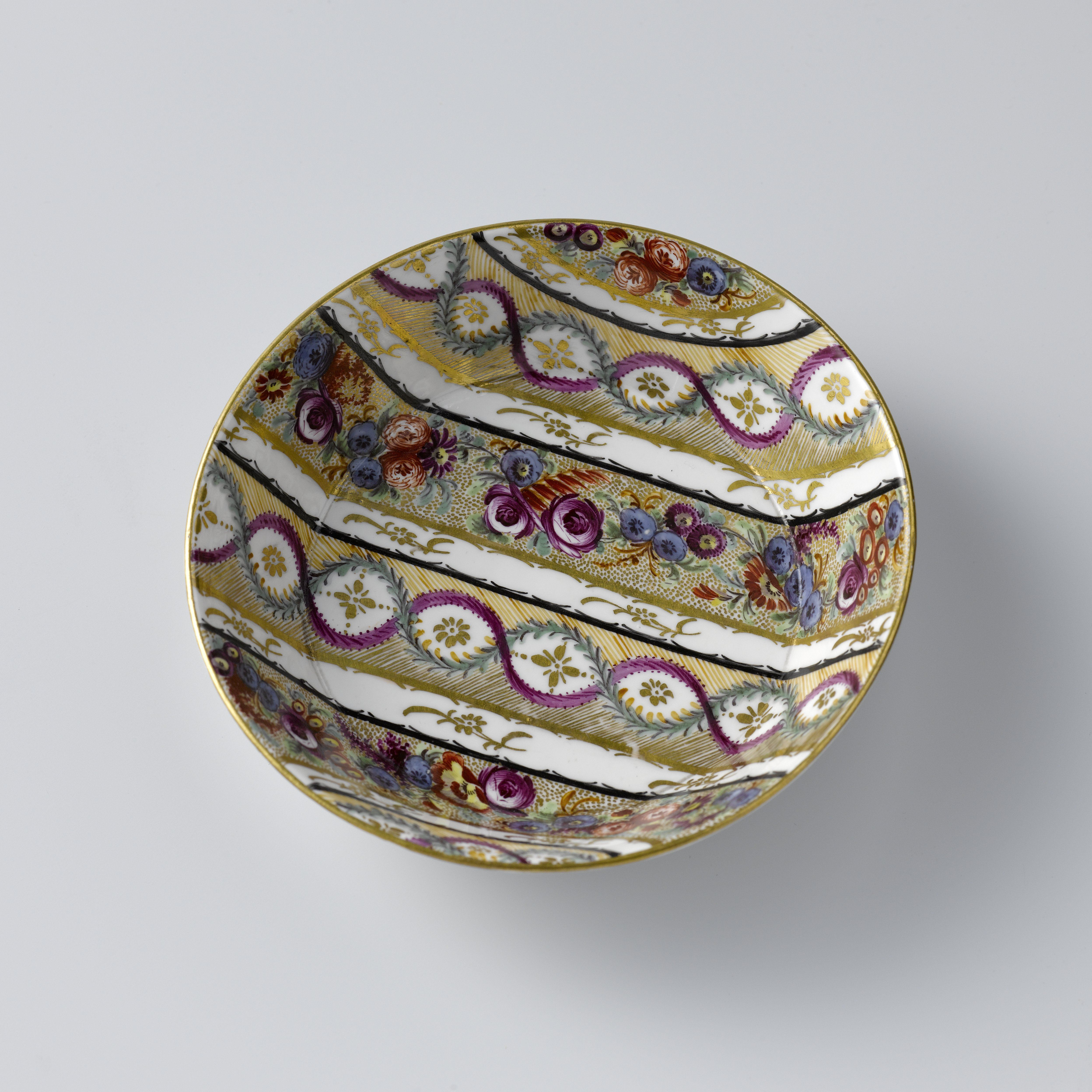
Schale, Höchst